# Thomas Sébillet
Thomas Sébillet (* 1512; † 1589) war ein französischer Dichter, Poetiker und Romanist.

## Leben und Werk
Sébillet (oder Sebillet) war Schüler und Freund von Clément Marot. Er ist vor allem bekannt für seine Poetik von 1548, die den Anstoß gab zur das Programm der Pléiade formulierenden Défense et illustration de la langue française von Joachim du Bellay (1549). Du Bellay missfiel die ausführliche Behandlung der (veralteten) marotischen Gedichtformen. Hingegen war Sébillets Betonung der dichterischen Inspiration (auf der Basis handwerklichen Könnens) zukunftsweisend und seine poetische Auffassung insgesamt der von Du Bellay in vielem ähnlich. 
Die Sprachwissenschaft verdankt Sébillet wichtige Beobachtungen zur Sprachrealität seiner Zeit.

## Werke
- Art poétique françois pour l'instruction des jeunes studieus et encor peu avancez en la poésie françoise, Paris 1548
- Art poetique françois pour l'instruction des jeunes studieus, & encore peu avancez en la pöesie françoise. Avec le Quintil Horatian sur la Defence & illustration de la langue françoise, Lyon 1551, 1555 (Genf 1972), 1556, 1564, 1573, 1576 (Autor des Quintil Horatian ist Charles Fontaine, 1514–1570)
- Art poétique françoys, hrsg. von Félix Gaiffe,  Paris 1910, 1932, 1988
- Traités de poétique et de rhétorique de la Renaissance (Sébillet, Aneau, Peletier, Fouquelin, Ronsard), hrsg. von Francis Goyet, Paris 1990, 2001, S. 37–183